# 國家鋼鐵造船公司

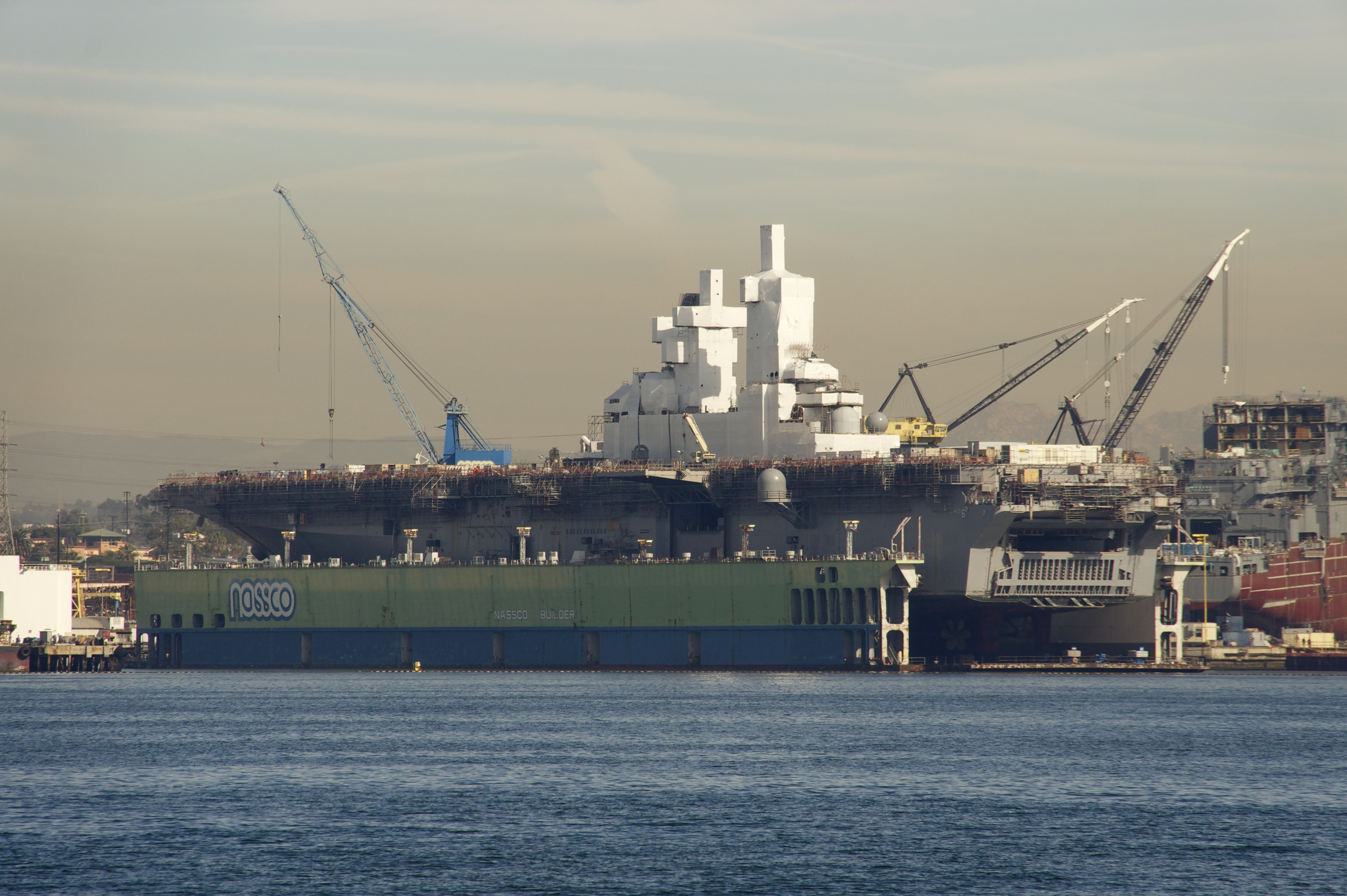
好人理察號兩棲攻擊艦停泊在聖地亞哥 NASSCO 造船廠的干船塢中。 這艘 840 英尺長的船是 NASSCO 幹船塢可容納的最大的船。

国家钢铁造船公司，通常称为NASSCO ，是一家美國造船公司，在圣地亚哥、诺福克、布雷默顿和梅波特擁有四個造船厂。它是通用动力公司的一个部门。 NASSCO 与TIMSA在墨西哥墨西卡利拥有一家附属制造工厂。圣地亚哥造船厂专门为美国海军和军事海运司令部建造商业货船和辅助船；它是美国西海岸唯一的新建造船厂。  NASSCO 在圣地亚哥、诺福克、布雷默顿和梅波特这四个造船厂地点为美国海军进行船舶维修和改装。

## 歷史
NASSCO 的起源可追溯至 1905 年，當時是一家名為 California Iron Works 的小型機械車間和鑄造廠。   1922年加州鋼鐵廠被美國國家銀行接管並更名為國家鋼鐵廠。 
1944 年，國家鋼鐵廠遷至位於聖地亞哥灣 28 街和港灣大道交匯處的現址，並於 1949 年更名為國家鋼鐵造船公司，以反映其向造船業的擴張。  1959 年，该公司被四家公司收购，包括亨利·約翰·凱薩和莫里森-克努森。  1979 年，“莫里森-克努森”買下了 Kaiser 的股份，並於 1989 年，管理層通過員工持股計劃從“莫里森-克努”手中收購了該公司。 
1940 年，公司的鋼鐵工人組織成立了工會。 到 1979 年，公司已有 7,900 名员工，成立了 6 个工会。 1988年发生了一次罢工，员工要求最低工资为每小时12美元。  1992 年另一场为期 25 天的罢工导致工人在没有合同的情况下重返工作岗位。  1996年，公司再次發生罷工。 大約 2,700 名員工沒有出現在工作場所，而 50 名員工則舉著糾察牌在公司門前遊行。 
1998 年，通用动力公司以 4.15 亿美元的价格收购了 NASSCO。 
2011年10月31日，通用动力-NASSCO收购了位于弗吉尼亚州诺福克的水面船舶维修公司Metro Machine Corp，并将其更名为NASSCO-诺福克。 該公司自1972 年以來一直為美國海軍進行船舶維修和改裝。NASSCO-諾福克造船廠擁有該國最新的干船塢，配有兩台自動啟動發電機、自動壓載控制系統以及自動船舶牽引和對中系統。 

## 完工

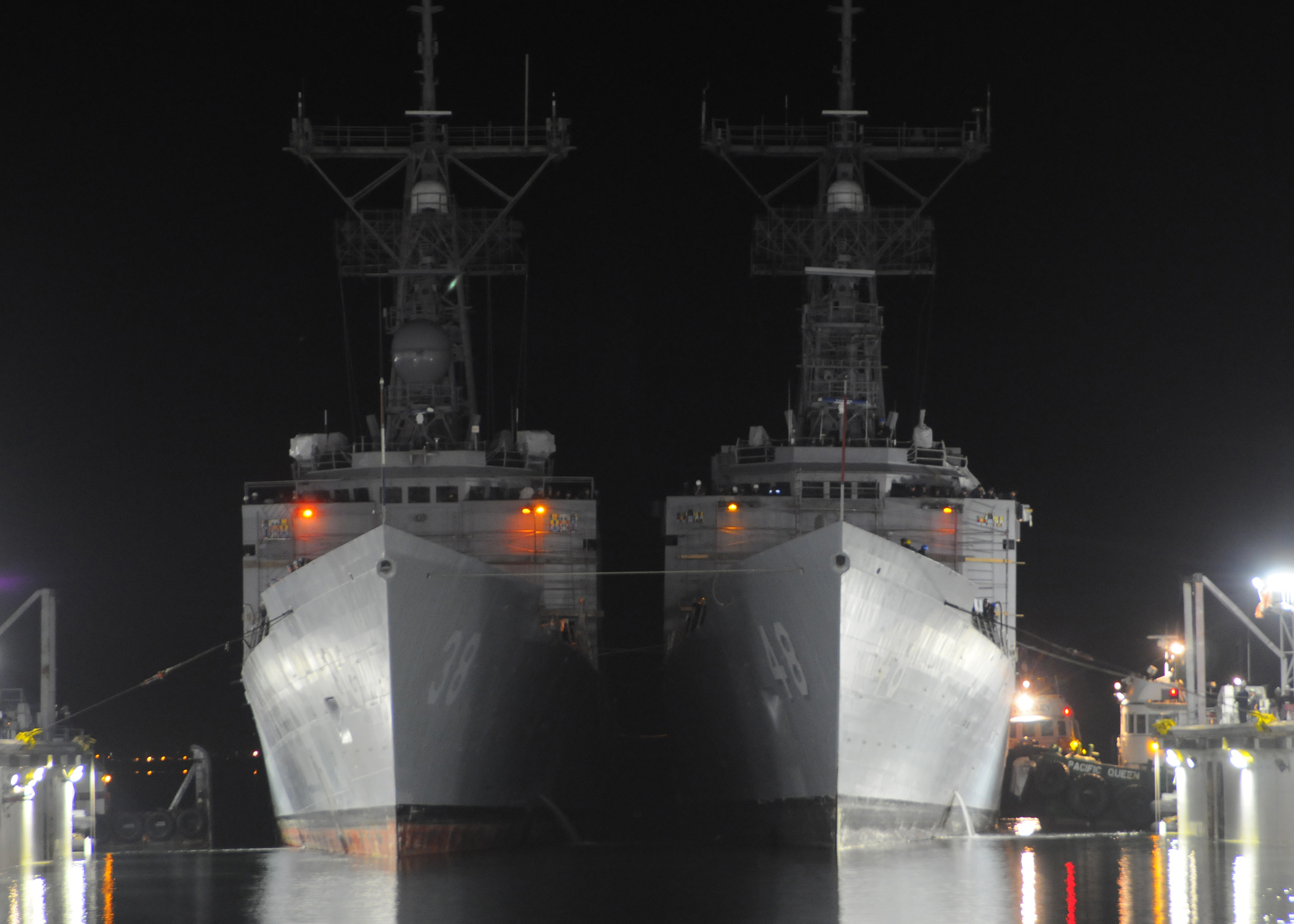
導彈護衛艦范德格里夫特號 (FFG-48) 和柯茨號 (FFG-38) 在 NASSCO 進行雙幹船塢

NASSCO于1959年开始建造商业货船，最终包括大型货船和阿拉斯加级油轮。其最著名的商船是Exxon Valdez油轮，该油轮于1986年在NASSCO完成建造，并于1989年在阿拉斯加发生事故和漏油后返回NASSCO进行维修。  2012 年 12 月，該公司簽署了建造兩艘由液化天然氣 (LNG) 驅動的 764 英尺（233 m）集裝箱船的合同。 完工後，它們將成為世界上最大的液化天然氣動力船舶。 
从 20 世纪 90 年代开始，该公司赢得了建造AOE-10支援舰、战略海运船和 TOTE Orca 级拖船的海军合同。 2000 年代授予的其他海军合同包括维护位于圣地亚哥的提康德罗加号 (CG-47)和斯普鲁恩斯号(DD-963)军舰。 2001 年，海军授予 NASSCO 公司历史上最大的订单，建造刘易斯和克拉克级干货船(T-AKE)，该项目由 14 艘船组成，合同价值 37 亿美元。该公司签订了建造至少三艘移动登陆平台舰的合同，这是美国海军的新型舰艇。 第一艘船于 2011 年 7 月开始建造，第二艘船于 2012 年 12 月铺设龙骨 2016 年，美森公司订购了两艘卡那罗亚级货机，将于本世纪末交付。 